# Little Willie
Little Willie je prototip tenka Britanskog Carstva (današnje Ujedinjeno Kraljevstvo) tijekom Prvog svjetskog rata. Prethodnik je prvog britanskog tenka i prvog serijskog tenka na svijetu, Marka I.

## Prethodnik
Početkom kolovoza 1915. Messrs, William Foster i kompanija Lincoln započeli su gradnju prototipa oklopnog vozila na gusjenicama. Vozilo su dizajnirali i osmislili William Tritton i poručnik (eng. lieutenant) W. G. Wilson. Gusjenice za vozilo su naručene iz SAD-a i slične su onima korištenima na Bullock traktorima, ali malo duže. Iza sebe je vukao par kotača radi poboljšanja stabilnosti i upravljivost, tzv. "repni kotači". Na vozilo je montirana lažna, fiksirana kupola. Naoružanje nikada nije bilo ugrađeno, ali trebalo se sastojati od jednog 2-pounder topa i sedam strojnica. Vozilo tada znano kao "Tritton Machine" je prvi puta testirano blizu Lincolna početkom rujna 1915. godine. Prvi tenk ikada izgrađen, "Tritton Machine" je bio djelomično uspješan, ali gusjenice su se pokazale loše kvalitete i bile su prekratke jer se s njima mogao prijeći rov širine samo 1,2 metra.

## Little Willie
Dizajniranje drugog vozila je započelo prije dovršetka prvog modela. Taj drugi model, koji je kasnije nazvan "Little Willie", je koristio šasiju prvog vozila ali su gusjenice bile duže i posebno prilagođene tom vozilu. Ukupna dužina tog "tenka" je bila otprilike 8,07 metara (26ft. 6in.) i težio je 18,2 tone. U njega je bio ugrađen 6-cilindrični motor snage 105 KS, mjenjač i diferencijal s prijeratnog Foster-Daimler traktora. Postignuta je brzina od 5,6 km/h (3,5 mph). Zadržan je repni kotač, ali je maknuta lažna kupola. Redizajnirano vozilo je bilo dovršeno u prosincu 1915. i na testiranjima se pokazao kao dobar, ali ga je već tada zasjenio drugi dizajn tenka nazvanog "Big Willie" koji je bio blizu završetka i od početka imao veći potencijal.

### Zajednički poslužitelj
|  | Zajednički poslužitelj ima stranicu o temi Little Willie    |
|  | Zajednički poslužitelj ima još gradiva o temi Little Willie |